# デンソーウェーブ
株式会社デンソーウェーブ（英: DENSO WAVE INCORPORATED）は、愛知県知多郡阿久比町に本社を置き、産業用機器の製造を行う日本の企業である。デンソーの子会社。

## 沿革
- 1976年（昭和51年）6月 - 設立。
- 1994年（平成6年） - QRコードを開発。(当時はデンソーの開発部門)
- 2001年（平成13年）10月 - デンソーの産業機器事業部と「システム機器株式会社」、「株式会社デンソーシステムズ」が合併し、商号を「株式会社デンソーウェーブ」に変更。なお、輸出入者符号は「1C983」とした。
- 2015年（平成27年）1月 - デンソーエレックス株式会社と経営統合[2]。
- 2019年（令和元年）10月 - 東京都交通局と共同開発したQRコードを用いたホームドアの設置を開始[3]。京急や神戸市交通局、小田急電鉄でも採用された[4]。

## 主要事業所
- 本社（愛知県知多郡阿久比町大字草木字芳池）
- 東京支社（東京都港区港南）
- 刈谷事業所（愛知県刈谷市昭和町）
- 東北営業所（宮城県仙台市宮城野区苦竹）
- 中部支店（愛知県安城市三河安城南町）
- 静岡駐在（静岡県静岡市葵区上土）
- 大阪支店（大阪市淀川区宮原）
- 広島営業所（広島県広島市中区東平塚町）
- 福岡営業所（福岡県福岡市博多区千代）
- 長崎ソリューション開発センター（長崎県長崎市出島町）

## 関連会社
- 株式会社デンソー
- 株式会社デンソーエスアイ